# Bjørn Engø
Bjørn Engø, född 19 september 1920 i Aker, död 2 februari 1981 i Oslo, var en norsk formgivare, inredningsarkitekt och målare.
Bjørn Engø var son till skeppsmäklaren Thorbjørn L. Engø (1883–1958) och Lucie Dücker (född 1893) och växte upp på Bygdøy. Han utbildade sig i inredningsarkitektur på Statens håndverks- og kunstindustriskole i Oslo, där han tog examen 1946. 
Bjørn Engø började arbeta som formgivare och är som sådan mest känd för sina skålar i enkla former och andra föremål i eloxerad aluminium för företaget Emalox från 1950-talet. Han började emellertid med möbler på 1940-talet och använde sig för dessa av brännlackerade stål- och aluminiumrör. Han ritade också tyger för Sandvika Veveri och ljusarmatur i mässing och stål för Arnold Wiigs Fabrikker. Han medverkade i utställningen Prize Designs for Modern Furniture som visades på Museum of Modern Art 1950. Han fick en guldmedalj på Triennalen i Milano 1957, där han ansvarade för utformningen av utställningen av norsk industridesign.
Från 1953 började Bjørn Engø experimentera ut en egen teknik för konst i emalj på kopparplattor. Han hade sin första separatutställning på Forum i Oslo 1957 och etablerade sig på 1960-talet som en betydelsefull bildkonstnär med abstrakta emaljmålningar. Han utförde ett antal offentliga utsmyckningar i emalj och metall i stort format. Han är representerad bland annat på Nasjonalmuseet, [KODE kunstmuseer, Nordnorsk Kunstmuseum och Norsk Reiselivsmuseum.

## Offentliga verk i urval
- Stavanger Sparekasse
- Tønsberg Maskinistskole
- SAS Royal Hotel i Köpenhamn.
- SAS Hotel i Bodø